# George Sørensen
George Sørensen (født 15. maj 1995) er en dansk ishockeyspiller. Han spiller i øjeblikket for Aalborg Pirates.

## Biografi
George er født og opvokset i Herning og spillede for Herning IK som ungdomsspiller.

## Metal Ligaen

### Herning Blue Fox

#### Sæsonen 2011-12[2]
| Grundspil     |
| Kampe spillet |
| ------------- |
| 5             |
| Slutspil      |
| Kampe spillet |
| -             |

#### Sæsonen 2012-13[2]
| Grundspil     |
| Kampe spillet |
| ------------- |
| 3             |
| Slutspil      |
| Kampe spillet |
| -             |

#### Sæsonen 2013-14[2]
| Grundspil     |
| Kampe spillet |
| ------------- |
| 16            |
| Slutspil      |
| Kampe spillet |
| 1             |

#### Sæsonen 2014-15[2]
| Grundspil     |
| Kampe spillet |
| ------------- |
| 4             |
| Slutspil      |
| Kampe spillet |
| 1             |

### Frederikshawn White Hawks

#### Sæsonen 2015-16[2]
| Grundspil     |
| Kampe spillet |
| ------------- |
| 37            |
| Slutspil      |
| Kampe spillet |
| 13            |

### Aalborg Pirates

#### Sæsonen 2019-20[2]
| Grundspil     |
| Kampe spillet |
| ------------- |
|               |
| Slutspil      |
| Kampe spillet |
|               |